# Ramung Jaya
Ramung Jaya is een bestuurslaag in het regentschap Bener Meriah van de provincie Atjeh, Indonesië. Ramung Jaya telt 764 inwoners (volkstelling 2010).